# Europaspiele 2023/Schießen
Bei den Europaspielen 2023 wurden 30 Wettbewerbe im Sportschießen ausgetragen. Die Einzelwettkämpfen dienten gleichzeitig als Qualifikation für die Olympischen Sommerspiele 2024.

## Bilanz

### Medaillenspiegel
| Platz  | Land           | Gold | Silber | Bronze | Gesamt |
| ------ | -------------- | ---- | ------ | ------ | ------ |
| 1      | Italien        | 9    | 1      | 6      | 16     |
| 2      | Ungarn         | 4    | —      | —      | 4      |
| 3      | Schweiz        | 3    | 1      | —      | 4      |
| 4      | Deutschland    | 2    | 3      | 5      | 10     |
| 5      | Frankreich     | 2    | 2      | 1      | 5      |
| 6      | Norwegen       | 2    | 1      | 2      | 5      |
| 7      | Ukraine        | 2    | —      | 1      | 3      |
| 8      | Polen          | 1    | 2      | 1      | 4      |
| 9      | Türkei         | 1    | 2      | —      | 3      |
| 10     | Finnland       | 1    | 1      | 1      | 3      |
| 10     | Griechenland   | 1    | 1      | 1      | 3      |
| 12     | Kroatien       | 1    | 1      | —      | 2      |
| 13     | Schweden       | 1    | —      | 1      | 2      |
| 14     | Tschechien     | —    | 5      | 3      | 8      |
| 15     | Slowakei       | —    | 3      | 1      | 4      |
| 16     | Großbritannien | —    | 1      | 2      | 3      |
| 16     | Österreich     | —    | 1      | 2      | 3      |
| 18     | Bulgarien      | —    | 1      | 1      | 2      |
| 19     | Armenien       | —    | 1      | —      | 1      |
| 19     | Lettland       | —    | 1      | —      | 1      |
| 19     | Spanien        | —    | 1      | —      | 1      |
| 19     | Zypern         | —    | 1      | —      | 1      |
| 23     | Serbien        | —    | —      | 1      | 1      |
| 23     | Portugal       | —    | —      | 1      | 1      |
| Gesamt | Gesamt         | 30   | 30     | 30     | 90     |

### Medaillengewinner
Männer
| Disziplin                                             | Gold                                                           | Silber                                                     | Bronze                                                                    |
| ----------------------------------------------------- | -------------------------------------------------------------- | ---------------------------------------------------------- | ------------------------------------------------------------------------- |
| 10 m Luftgewehr                                       | Danilo Sollazzo (ITA)                                          | Maximilian Ulbrich (GER)                                   | Jiří Přívratský (CZE)                                                     |
| 50 m Kleinkalibergewehr Dreistellungskampf            | Zalán Pekler (HUN)                                             | Jiří Přívratský (CZE)                                      | Alexander Schmirl (AUT)                                                   |
| 10 m Luftpistole                                      | İsmail Keleş (TUR)                                             | Robin Walter (GER)                                         | Paolo Monna (ITA)                                                         |
| 25 m Schnellfeuerpistole                              | Clément Bessaguet (FRA)                                        | Christian Reitz (GER)                                      | Martin Podhráský (CZE)                                                    |
| Trap                                                  | Mauro De Filippi (ITA)                                         | Vladimir Štěpán (CZE)                                      | Rickard Levin-Andersson (SWE)                                             |
| Skeet                                                 | Marcus Svensson (SWE)                                          | Dainis Upelnieks (LAT)                                     | Eetu Kallioinen (FIN)                                                     |
| 10 m Luftgewehr Mannschaft                            | UngarnZalán Pekler István Péni Soma Hammerl                    | KroatienJosip Sikavica Miran Maričić Petar Gorša           | ÖsterreichAlexander Schmirl Martin Strempfl Andreas Thum                  |
| 50 m Kleinkalibergewehr Dreistellungskampf Mannschaft | UngarnZalán Pekler István Péni Soma Hammerl                    | TschechienFrantišek Smetana Jiří Přívratský Petr Nymburský | SerbienMilutin Stefanović Milenko Sebić Lazar Kovačević                   |
| 10 m Luftpistole Mannschaft                           | DeutschlandChristian Reitz Michael Schwald Robin Walter        | TürkeiBuğra Selimzade İsmail Keleş Yusuf Dikeç             | ItalienFederico Nilo Maldini Paolo Monna Massimo Spinella                 |
| 25 m Schnellfeuerpistole Mannschaft                   | FrankreichClément Bessaguet Yan Chesnel Jean Quiquampoix       | TschechienMartin Podhráský Matej Rampula Martin Strnad     | ItalienRiccardo Mazzetti Andrea Morassut Massimo Spinella                 |
| Trap Mannschaft                                       | KroatienAnton Glasnović Francesco Ravalico Giovanni Cernogoraz | SlowakeiErik Varga Marián Kovačócy Adrián Drobný           | PortugalJoão Azevedo José Manuel Bruno Faria Armelim Coelho Rodrigues     |
| Skeet Mannschaft                                      | FinnlandTimi Vallioniemi Tommi Takanen Eetu Kallioinen         | ItalienTammaro Cassandro Gabriele Rossetti Elia Sdruccioli | GriechenlandCharalampos Chalkiadakis Nikolaos Mavrommatis Efthymios Mitas |

Frauen
| Disziplin                                             | Gold                                                               | Silber                                                             | Bronze                                                     |
| ----------------------------------------------------- | ------------------------------------------------------------------ | ------------------------------------------------------------------ | ---------------------------------------------------------- |
| 10 m Luftgewehr                                       | Nina Christen (SUI)                                                | Kamila Novotná (SVK)                                               | Océanne Muller (FRA)                                       |
| 50 m Kleinkalibergewehr Dreistellungskampf            | Jenny Stene (NOR)                                                  | Natalia Kochanska (POL)                                            | Seonaid Morven McIntosh (GBR)                              |
| 10 m Luftpistole                                      | Klaudia Breś (POL)                                                 | Camille Jedrzejewski (FRA)                                         | Olena Kostewytsch (UKR)                                    |
| 25 m Sportpistole                                     | Anna Korakaki (GRE)                                                | Antoaneta Kostadinowa (BUL)                                        | Doreen Vennekamp (GER)                                     |
| Trap                                                  | Jessica Rossi (ITA)                                                | Satu Mäkelä-Nummela (FIN)                                          | Jana Špotáková (SVK)                                       |
| Skeet                                                 | Martina Bartolomei (ITA)                                           | Emmanouela Katzouraki (GRE)                                        | Nadine Messerschmidt (GER)                                 |
| 10 m Luftgewehr Mannschaft                            | SchweizNina Christen Audrey Gogniat Chiara Leone                   | NorwegenJeanette Hegg Duestad Milda Marina Haugen Jenny Stene      | PolenAneta Stankiewicz Julia Piotrowska Natalia Kochanska  |
| 50 m Kleinkalibergewehr Dreistellungskampf Mannschaft | NorwegenJeanette Hegg Duestad Mari Bårdseng Løvseth Jenny Stene    | SchweizNina Christen Sarina Hitz Chiara Leone                      | DeutschlandJolyn Beer Lisa Müller Anna Janssen             |
| 10 m Luftpistole Mannschaft                           | DeutschlandJosefin Eder Sandra Reitz Doreen Vennekamp              | FrankreichCamille Jedrzejewski Mathilde Lamolle Céline Goberville  | ItalienSara Costantino Chiara Giancamilli Maria Varricchio |
| 25 m Sportpistole Mannschaft                          | UkraineOlena Kostewytsch Anastassija Nimez Julija Korostyljowa     | PolenJoanna Wawrzonowska Klaudia Breś Julita Borek                 | DeutschlandSandra Reitz Michelle Skeries Doreen Vennekamp  |
| Trap Mannschaft                                       | ItalienJessica Rossi Giulia Grassia Silvana Stanco                 | TürkeiDilara Kızılsu Rümeysa Pelin Kaya Safiye Sarıtürk Temizdemir | DeutschlandSarah Bindrich Bettina Valdorf Kathrin Murche   |
| Skeet Mannschaft                                      | ItalienMartina Bartolomei Simona Scocchetti Chiara Di Marziantonio | SlowakeiMonika Štibravá Vanesa Hocková Danka Barteková             | TschechienAnna Šindelářová Martina Skalická Barbora Šumová |

Mixed
| Disziplin                                             | Gold                                          | Silber                                            | Bronze                                      |
| ----------------------------------------------------- | --------------------------------------------- | ------------------------------------------------- | ------------------------------------------- |
| 10 m Luftgewehr Mannschaft                            | Eszter Mészáros / Zalán Pekler (HUN)          | Paula Grande / Jesús Oviedo (ESP)                 | Sofia Ceccarello / Danilo Sollazzo (ITA)    |
| 10 m Luftpistole Mannschaft                           | Sara Costantino / Paolo Monna / (ITA)         | Emira Karapetjan / Benik Chlghatjan (ARM)         | Antoaneta Kostadinowa / Samuil Donkow (BUL) |
| 25 m Sportpistole Mannschaft                          | Julija Korostyljowa / Pawlo Korostyljow (UKR) | Alžběta Dědová / Matěj Rampula (CZE)              | Ann Helen Aune / Ole-Harald Aas (NOR)       |
| Skeet Mannschaft                                      | Gabriele Rossetti / Simona Scocchetti (ITA)   | Anastasia Eleftheriou / Andreas Chasikos (CYP)    | Amber Rutter / Ben Llewellin (GBR)          |
| Trap Mannschaft                                       | Jessica Rossi / Giovanni Pellielo (ITA)       | Lucy Charlotte Hall / Matthew Coward-Holley (GBR) | Giulia Grassia / Mauro De Filippis (ITA)    |
| 50 m Kleinkalibergewehr Dreistellungskampf Mannschaft | Nina Christen / Jan Lochbihler (SUI)          | Sheileen Waibel / Andreas Thum (AUT)              | Jenny Stene / Simon Claussen (NOR)          |